# Castel San Niccolò
Castel San Niccolò är en kommun i provinsen Arezzo i regionen Toscana i Italien. Kommunen hade 2 631 invånare (2018).